# Immortale peruviana
L'immortale peruviana è una spettacolare partita di scacchi giocata nel 1934, dal maestro peruviano (e futuro Grande maestro) Esteban Canal contro uno sconosciuto dilettante durante una simultanea a Budapest. Canal sacrificò entrambe le torri e la donna per poi dare matto servendosi dei due alfieri, con lo schema tipico del matto di Boden.

## La partita
|   | a | b | c | d | e | f | g | h |   |
| 8 | c8 re del nero · d8 torre del nero · g8 cavallo del nero · h8 torre del nero · a7 pedone del nero · b7 pedone del nero · d7 cavallo del nero · f7 pedone del nero · g7 pedone del nero · h7 pedone del nero · c6 pedone del nero · e6 pedone del nero · a5 donna del nero · b4 alfiere del nero · d4 pedone del bianco · f4 alfiere del bianco · a3 pedone del bianco · c3 cavallo del bianco · f3 donna del bianco · h3 pedone del bianco · b2 pedone del bianco · c2 pedone del bianco · e2 alfiere del bianco · f2 pedone del bianco · g2 pedone del bianco · a1 torre del bianco · e1 re del bianco · h1 torre del bianco | c8 re del nero · d8 torre del nero · g8 cavallo del nero · h8 torre del nero · a7 pedone del nero · b7 pedone del nero · d7 cavallo del nero · f7 pedone del nero · g7 pedone del nero · h7 pedone del nero · c6 pedone del nero · e6 pedone del nero · a5 donna del nero · b4 alfiere del nero · d4 pedone del bianco · f4 alfiere del bianco · a3 pedone del bianco · c3 cavallo del bianco · f3 donna del bianco · h3 pedone del bianco · b2 pedone del bianco · c2 pedone del bianco · e2 alfiere del bianco · f2 pedone del bianco · g2 pedone del bianco · a1 torre del bianco · e1 re del bianco · h1 torre del bianco | c8 re del nero · d8 torre del nero · g8 cavallo del nero · h8 torre del nero · a7 pedone del nero · b7 pedone del nero · d7 cavallo del nero · f7 pedone del nero · g7 pedone del nero · h7 pedone del nero · c6 pedone del nero · e6 pedone del nero · a5 donna del nero · b4 alfiere del nero · d4 pedone del bianco · f4 alfiere del bianco · a3 pedone del bianco · c3 cavallo del bianco · f3 donna del bianco · h3 pedone del bianco · b2 pedone del bianco · c2 pedone del bianco · e2 alfiere del bianco · f2 pedone del bianco · g2 pedone del bianco · a1 torre del bianco · e1 re del bianco · h1 torre del bianco | c8 re del nero · d8 torre del nero · g8 cavallo del nero · h8 torre del nero · a7 pedone del nero · b7 pedone del nero · d7 cavallo del nero · f7 pedone del nero · g7 pedone del nero · h7 pedone del nero · c6 pedone del nero · e6 pedone del nero · a5 donna del nero · b4 alfiere del nero · d4 pedone del bianco · f4 alfiere del bianco · a3 pedone del bianco · c3 cavallo del bianco · f3 donna del bianco · h3 pedone del bianco · b2 pedone del bianco · c2 pedone del bianco · e2 alfiere del bianco · f2 pedone del bianco · g2 pedone del bianco · a1 torre del bianco · e1 re del bianco · h1 torre del bianco | c8 re del nero · d8 torre del nero · g8 cavallo del nero · h8 torre del nero · a7 pedone del nero · b7 pedone del nero · d7 cavallo del nero · f7 pedone del nero · g7 pedone del nero · h7 pedone del nero · c6 pedone del nero · e6 pedone del nero · a5 donna del nero · b4 alfiere del nero · d4 pedone del bianco · f4 alfiere del bianco · a3 pedone del bianco · c3 cavallo del bianco · f3 donna del bianco · h3 pedone del bianco · b2 pedone del bianco · c2 pedone del bianco · e2 alfiere del bianco · f2 pedone del bianco · g2 pedone del bianco · a1 torre del bianco · e1 re del bianco · h1 torre del bianco | c8 re del nero · d8 torre del nero · g8 cavallo del nero · h8 torre del nero · a7 pedone del nero · b7 pedone del nero · d7 cavallo del nero · f7 pedone del nero · g7 pedone del nero · h7 pedone del nero · c6 pedone del nero · e6 pedone del nero · a5 donna del nero · b4 alfiere del nero · d4 pedone del bianco · f4 alfiere del bianco · a3 pedone del bianco · c3 cavallo del bianco · f3 donna del bianco · h3 pedone del bianco · b2 pedone del bianco · c2 pedone del bianco · e2 alfiere del bianco · f2 pedone del bianco · g2 pedone del bianco · a1 torre del bianco · e1 re del bianco · h1 torre del bianco | c8 re del nero · d8 torre del nero · g8 cavallo del nero · h8 torre del nero · a7 pedone del nero · b7 pedone del nero · d7 cavallo del nero · f7 pedone del nero · g7 pedone del nero · h7 pedone del nero · c6 pedone del nero · e6 pedone del nero · a5 donna del nero · b4 alfiere del nero · d4 pedone del bianco · f4 alfiere del bianco · a3 pedone del bianco · c3 cavallo del bianco · f3 donna del bianco · h3 pedone del bianco · b2 pedone del bianco · c2 pedone del bianco · e2 alfiere del bianco · f2 pedone del bianco · g2 pedone del bianco · a1 torre del bianco · e1 re del bianco · h1 torre del bianco | c8 re del nero · d8 torre del nero · g8 cavallo del nero · h8 torre del nero · a7 pedone del nero · b7 pedone del nero · d7 cavallo del nero · f7 pedone del nero · g7 pedone del nero · h7 pedone del nero · c6 pedone del nero · e6 pedone del nero · a5 donna del nero · b4 alfiere del nero · d4 pedone del bianco · f4 alfiere del bianco · a3 pedone del bianco · c3 cavallo del bianco · f3 donna del bianco · h3 pedone del bianco · b2 pedone del bianco · c2 pedone del bianco · e2 alfiere del bianco · f2 pedone del bianco · g2 pedone del bianco · a1 torre del bianco · e1 re del bianco · h1 torre del bianco | 8 |
| 7 | c8 re del nero · d8 torre del nero · g8 cavallo del nero · h8 torre del nero · a7 pedone del nero · b7 pedone del nero · d7 cavallo del nero · f7 pedone del nero · g7 pedone del nero · h7 pedone del nero · c6 pedone del nero · e6 pedone del nero · a5 donna del nero · b4 alfiere del nero · d4 pedone del bianco · f4 alfiere del bianco · a3 pedone del bianco · c3 cavallo del bianco · f3 donna del bianco · h3 pedone del bianco · b2 pedone del bianco · c2 pedone del bianco · e2 alfiere del bianco · f2 pedone del bianco · g2 pedone del bianco · a1 torre del bianco · e1 re del bianco · h1 torre del bianco | c8 re del nero · d8 torre del nero · g8 cavallo del nero · h8 torre del nero · a7 pedone del nero · b7 pedone del nero · d7 cavallo del nero · f7 pedone del nero · g7 pedone del nero · h7 pedone del nero · c6 pedone del nero · e6 pedone del nero · a5 donna del nero · b4 alfiere del nero · d4 pedone del bianco · f4 alfiere del bianco · a3 pedone del bianco · c3 cavallo del bianco · f3 donna del bianco · h3 pedone del bianco · b2 pedone del bianco · c2 pedone del bianco · e2 alfiere del bianco · f2 pedone del bianco · g2 pedone del bianco · a1 torre del bianco · e1 re del bianco · h1 torre del bianco | c8 re del nero · d8 torre del nero · g8 cavallo del nero · h8 torre del nero · a7 pedone del nero · b7 pedone del nero · d7 cavallo del nero · f7 pedone del nero · g7 pedone del nero · h7 pedone del nero · c6 pedone del nero · e6 pedone del nero · a5 donna del nero · b4 alfiere del nero · d4 pedone del bianco · f4 alfiere del bianco · a3 pedone del bianco · c3 cavallo del bianco · f3 donna del bianco · h3 pedone del bianco · b2 pedone del bianco · c2 pedone del bianco · e2 alfiere del bianco · f2 pedone del bianco · g2 pedone del bianco · a1 torre del bianco · e1 re del bianco · h1 torre del bianco | c8 re del nero · d8 torre del nero · g8 cavallo del nero · h8 torre del nero · a7 pedone del nero · b7 pedone del nero · d7 cavallo del nero · f7 pedone del nero · g7 pedone del nero · h7 pedone del nero · c6 pedone del nero · e6 pedone del nero · a5 donna del nero · b4 alfiere del nero · d4 pedone del bianco · f4 alfiere del bianco · a3 pedone del bianco · c3 cavallo del bianco · f3 donna del bianco · h3 pedone del bianco · b2 pedone del bianco · c2 pedone del bianco · e2 alfiere del bianco · f2 pedone del bianco · g2 pedone del bianco · a1 torre del bianco · e1 re del bianco · h1 torre del bianco | c8 re del nero · d8 torre del nero · g8 cavallo del nero · h8 torre del nero · a7 pedone del nero · b7 pedone del nero · d7 cavallo del nero · f7 pedone del nero · g7 pedone del nero · h7 pedone del nero · c6 pedone del nero · e6 pedone del nero · a5 donna del nero · b4 alfiere del nero · d4 pedone del bianco · f4 alfiere del bianco · a3 pedone del bianco · c3 cavallo del bianco · f3 donna del bianco · h3 pedone del bianco · b2 pedone del bianco · c2 pedone del bianco · e2 alfiere del bianco · f2 pedone del bianco · g2 pedone del bianco · a1 torre del bianco · e1 re del bianco · h1 torre del bianco | c8 re del nero · d8 torre del nero · g8 cavallo del nero · h8 torre del nero · a7 pedone del nero · b7 pedone del nero · d7 cavallo del nero · f7 pedone del nero · g7 pedone del nero · h7 pedone del nero · c6 pedone del nero · e6 pedone del nero · a5 donna del nero · b4 alfiere del nero · d4 pedone del bianco · f4 alfiere del bianco · a3 pedone del bianco · c3 cavallo del bianco · f3 donna del bianco · h3 pedone del bianco · b2 pedone del bianco · c2 pedone del bianco · e2 alfiere del bianco · f2 pedone del bianco · g2 pedone del bianco · a1 torre del bianco · e1 re del bianco · h1 torre del bianco | c8 re del nero · d8 torre del nero · g8 cavallo del nero · h8 torre del nero · a7 pedone del nero · b7 pedone del nero · d7 cavallo del nero · f7 pedone del nero · g7 pedone del nero · h7 pedone del nero · c6 pedone del nero · e6 pedone del nero · a5 donna del nero · b4 alfiere del nero · d4 pedone del bianco · f4 alfiere del bianco · a3 pedone del bianco · c3 cavallo del bianco · f3 donna del bianco · h3 pedone del bianco · b2 pedone del bianco · c2 pedone del bianco · e2 alfiere del bianco · f2 pedone del bianco · g2 pedone del bianco · a1 torre del bianco · e1 re del bianco · h1 torre del bianco | c8 re del nero · d8 torre del nero · g8 cavallo del nero · h8 torre del nero · a7 pedone del nero · b7 pedone del nero · d7 cavallo del nero · f7 pedone del nero · g7 pedone del nero · h7 pedone del nero · c6 pedone del nero · e6 pedone del nero · a5 donna del nero · b4 alfiere del nero · d4 pedone del bianco · f4 alfiere del bianco · a3 pedone del bianco · c3 cavallo del bianco · f3 donna del bianco · h3 pedone del bianco · b2 pedone del bianco · c2 pedone del bianco · e2 alfiere del bianco · f2 pedone del bianco · g2 pedone del bianco · a1 torre del bianco · e1 re del bianco · h1 torre del bianco | 7 |
| 6 | c8 re del nero · d8 torre del nero · g8 cavallo del nero · h8 torre del nero · a7 pedone del nero · b7 pedone del nero · d7 cavallo del nero · f7 pedone del nero · g7 pedone del nero · h7 pedone del nero · c6 pedone del nero · e6 pedone del nero · a5 donna del nero · b4 alfiere del nero · d4 pedone del bianco · f4 alfiere del bianco · a3 pedone del bianco · c3 cavallo del bianco · f3 donna del bianco · h3 pedone del bianco · b2 pedone del bianco · c2 pedone del bianco · e2 alfiere del bianco · f2 pedone del bianco · g2 pedone del bianco · a1 torre del bianco · e1 re del bianco · h1 torre del bianco | c8 re del nero · d8 torre del nero · g8 cavallo del nero · h8 torre del nero · a7 pedone del nero · b7 pedone del nero · d7 cavallo del nero · f7 pedone del nero · g7 pedone del nero · h7 pedone del nero · c6 pedone del nero · e6 pedone del nero · a5 donna del nero · b4 alfiere del nero · d4 pedone del bianco · f4 alfiere del bianco · a3 pedone del bianco · c3 cavallo del bianco · f3 donna del bianco · h3 pedone del bianco · b2 pedone del bianco · c2 pedone del bianco · e2 alfiere del bianco · f2 pedone del bianco · g2 pedone del bianco · a1 torre del bianco · e1 re del bianco · h1 torre del bianco | c8 re del nero · d8 torre del nero · g8 cavallo del nero · h8 torre del nero · a7 pedone del nero · b7 pedone del nero · d7 cavallo del nero · f7 pedone del nero · g7 pedone del nero · h7 pedone del nero · c6 pedone del nero · e6 pedone del nero · a5 donna del nero · b4 alfiere del nero · d4 pedone del bianco · f4 alfiere del bianco · a3 pedone del bianco · c3 cavallo del bianco · f3 donna del bianco · h3 pedone del bianco · b2 pedone del bianco · c2 pedone del bianco · e2 alfiere del bianco · f2 pedone del bianco · g2 pedone del bianco · a1 torre del bianco · e1 re del bianco · h1 torre del bianco | c8 re del nero · d8 torre del nero · g8 cavallo del nero · h8 torre del nero · a7 pedone del nero · b7 pedone del nero · d7 cavallo del nero · f7 pedone del nero · g7 pedone del nero · h7 pedone del nero · c6 pedone del nero · e6 pedone del nero · a5 donna del nero · b4 alfiere del nero · d4 pedone del bianco · f4 alfiere del bianco · a3 pedone del bianco · c3 cavallo del bianco · f3 donna del bianco · h3 pedone del bianco · b2 pedone del bianco · c2 pedone del bianco · e2 alfiere del bianco · f2 pedone del bianco · g2 pedone del bianco · a1 torre del bianco · e1 re del bianco · h1 torre del bianco | c8 re del nero · d8 torre del nero · g8 cavallo del nero · h8 torre del nero · a7 pedone del nero · b7 pedone del nero · d7 cavallo del nero · f7 pedone del nero · g7 pedone del nero · h7 pedone del nero · c6 pedone del nero · e6 pedone del nero · a5 donna del nero · b4 alfiere del nero · d4 pedone del bianco · f4 alfiere del bianco · a3 pedone del bianco · c3 cavallo del bianco · f3 donna del bianco · h3 pedone del bianco · b2 pedone del bianco · c2 pedone del bianco · e2 alfiere del bianco · f2 pedone del bianco · g2 pedone del bianco · a1 torre del bianco · e1 re del bianco · h1 torre del bianco | c8 re del nero · d8 torre del nero · g8 cavallo del nero · h8 torre del nero · a7 pedone del nero · b7 pedone del nero · d7 cavallo del nero · f7 pedone del nero · g7 pedone del nero · h7 pedone del nero · c6 pedone del nero · e6 pedone del nero · a5 donna del nero · b4 alfiere del nero · d4 pedone del bianco · f4 alfiere del bianco · a3 pedone del bianco · c3 cavallo del bianco · f3 donna del bianco · h3 pedone del bianco · b2 pedone del bianco · c2 pedone del bianco · e2 alfiere del bianco · f2 pedone del bianco · g2 pedone del bianco · a1 torre del bianco · e1 re del bianco · h1 torre del bianco | c8 re del nero · d8 torre del nero · g8 cavallo del nero · h8 torre del nero · a7 pedone del nero · b7 pedone del nero · d7 cavallo del nero · f7 pedone del nero · g7 pedone del nero · h7 pedone del nero · c6 pedone del nero · e6 pedone del nero · a5 donna del nero · b4 alfiere del nero · d4 pedone del bianco · f4 alfiere del bianco · a3 pedone del bianco · c3 cavallo del bianco · f3 donna del bianco · h3 pedone del bianco · b2 pedone del bianco · c2 pedone del bianco · e2 alfiere del bianco · f2 pedone del bianco · g2 pedone del bianco · a1 torre del bianco · e1 re del bianco · h1 torre del bianco | c8 re del nero · d8 torre del nero · g8 cavallo del nero · h8 torre del nero · a7 pedone del nero · b7 pedone del nero · d7 cavallo del nero · f7 pedone del nero · g7 pedone del nero · h7 pedone del nero · c6 pedone del nero · e6 pedone del nero · a5 donna del nero · b4 alfiere del nero · d4 pedone del bianco · f4 alfiere del bianco · a3 pedone del bianco · c3 cavallo del bianco · f3 donna del bianco · h3 pedone del bianco · b2 pedone del bianco · c2 pedone del bianco · e2 alfiere del bianco · f2 pedone del bianco · g2 pedone del bianco · a1 torre del bianco · e1 re del bianco · h1 torre del bianco | 6 |
| 5 | c8 re del nero · d8 torre del nero · g8 cavallo del nero · h8 torre del nero · a7 pedone del nero · b7 pedone del nero · d7 cavallo del nero · f7 pedone del nero · g7 pedone del nero · h7 pedone del nero · c6 pedone del nero · e6 pedone del nero · a5 donna del nero · b4 alfiere del nero · d4 pedone del bianco · f4 alfiere del bianco · a3 pedone del bianco · c3 cavallo del bianco · f3 donna del bianco · h3 pedone del bianco · b2 pedone del bianco · c2 pedone del bianco · e2 alfiere del bianco · f2 pedone del bianco · g2 pedone del bianco · a1 torre del bianco · e1 re del bianco · h1 torre del bianco | c8 re del nero · d8 torre del nero · g8 cavallo del nero · h8 torre del nero · a7 pedone del nero · b7 pedone del nero · d7 cavallo del nero · f7 pedone del nero · g7 pedone del nero · h7 pedone del nero · c6 pedone del nero · e6 pedone del nero · a5 donna del nero · b4 alfiere del nero · d4 pedone del bianco · f4 alfiere del bianco · a3 pedone del bianco · c3 cavallo del bianco · f3 donna del bianco · h3 pedone del bianco · b2 pedone del bianco · c2 pedone del bianco · e2 alfiere del bianco · f2 pedone del bianco · g2 pedone del bianco · a1 torre del bianco · e1 re del bianco · h1 torre del bianco | c8 re del nero · d8 torre del nero · g8 cavallo del nero · h8 torre del nero · a7 pedone del nero · b7 pedone del nero · d7 cavallo del nero · f7 pedone del nero · g7 pedone del nero · h7 pedone del nero · c6 pedone del nero · e6 pedone del nero · a5 donna del nero · b4 alfiere del nero · d4 pedone del bianco · f4 alfiere del bianco · a3 pedone del bianco · c3 cavallo del bianco · f3 donna del bianco · h3 pedone del bianco · b2 pedone del bianco · c2 pedone del bianco · e2 alfiere del bianco · f2 pedone del bianco · g2 pedone del bianco · a1 torre del bianco · e1 re del bianco · h1 torre del bianco | c8 re del nero · d8 torre del nero · g8 cavallo del nero · h8 torre del nero · a7 pedone del nero · b7 pedone del nero · d7 cavallo del nero · f7 pedone del nero · g7 pedone del nero · h7 pedone del nero · c6 pedone del nero · e6 pedone del nero · a5 donna del nero · b4 alfiere del nero · d4 pedone del bianco · f4 alfiere del bianco · a3 pedone del bianco · c3 cavallo del bianco · f3 donna del bianco · h3 pedone del bianco · b2 pedone del bianco · c2 pedone del bianco · e2 alfiere del bianco · f2 pedone del bianco · g2 pedone del bianco · a1 torre del bianco · e1 re del bianco · h1 torre del bianco | c8 re del nero · d8 torre del nero · g8 cavallo del nero · h8 torre del nero · a7 pedone del nero · b7 pedone del nero · d7 cavallo del nero · f7 pedone del nero · g7 pedone del nero · h7 pedone del nero · c6 pedone del nero · e6 pedone del nero · a5 donna del nero · b4 alfiere del nero · d4 pedone del bianco · f4 alfiere del bianco · a3 pedone del bianco · c3 cavallo del bianco · f3 donna del bianco · h3 pedone del bianco · b2 pedone del bianco · c2 pedone del bianco · e2 alfiere del bianco · f2 pedone del bianco · g2 pedone del bianco · a1 torre del bianco · e1 re del bianco · h1 torre del bianco | c8 re del nero · d8 torre del nero · g8 cavallo del nero · h8 torre del nero · a7 pedone del nero · b7 pedone del nero · d7 cavallo del nero · f7 pedone del nero · g7 pedone del nero · h7 pedone del nero · c6 pedone del nero · e6 pedone del nero · a5 donna del nero · b4 alfiere del nero · d4 pedone del bianco · f4 alfiere del bianco · a3 pedone del bianco · c3 cavallo del bianco · f3 donna del bianco · h3 pedone del bianco · b2 pedone del bianco · c2 pedone del bianco · e2 alfiere del bianco · f2 pedone del bianco · g2 pedone del bianco · a1 torre del bianco · e1 re del bianco · h1 torre del bianco | c8 re del nero · d8 torre del nero · g8 cavallo del nero · h8 torre del nero · a7 pedone del nero · b7 pedone del nero · d7 cavallo del nero · f7 pedone del nero · g7 pedone del nero · h7 pedone del nero · c6 pedone del nero · e6 pedone del nero · a5 donna del nero · b4 alfiere del nero · d4 pedone del bianco · f4 alfiere del bianco · a3 pedone del bianco · c3 cavallo del bianco · f3 donna del bianco · h3 pedone del bianco · b2 pedone del bianco · c2 pedone del bianco · e2 alfiere del bianco · f2 pedone del bianco · g2 pedone del bianco · a1 torre del bianco · e1 re del bianco · h1 torre del bianco | c8 re del nero · d8 torre del nero · g8 cavallo del nero · h8 torre del nero · a7 pedone del nero · b7 pedone del nero · d7 cavallo del nero · f7 pedone del nero · g7 pedone del nero · h7 pedone del nero · c6 pedone del nero · e6 pedone del nero · a5 donna del nero · b4 alfiere del nero · d4 pedone del bianco · f4 alfiere del bianco · a3 pedone del bianco · c3 cavallo del bianco · f3 donna del bianco · h3 pedone del bianco · b2 pedone del bianco · c2 pedone del bianco · e2 alfiere del bianco · f2 pedone del bianco · g2 pedone del bianco · a1 torre del bianco · e1 re del bianco · h1 torre del bianco | 5 |
| 4 | c8 re del nero · d8 torre del nero · g8 cavallo del nero · h8 torre del nero · a7 pedone del nero · b7 pedone del nero · d7 cavallo del nero · f7 pedone del nero · g7 pedone del nero · h7 pedone del nero · c6 pedone del nero · e6 pedone del nero · a5 donna del nero · b4 alfiere del nero · d4 pedone del bianco · f4 alfiere del bianco · a3 pedone del bianco · c3 cavallo del bianco · f3 donna del bianco · h3 pedone del bianco · b2 pedone del bianco · c2 pedone del bianco · e2 alfiere del bianco · f2 pedone del bianco · g2 pedone del bianco · a1 torre del bianco · e1 re del bianco · h1 torre del bianco | c8 re del nero · d8 torre del nero · g8 cavallo del nero · h8 torre del nero · a7 pedone del nero · b7 pedone del nero · d7 cavallo del nero · f7 pedone del nero · g7 pedone del nero · h7 pedone del nero · c6 pedone del nero · e6 pedone del nero · a5 donna del nero · b4 alfiere del nero · d4 pedone del bianco · f4 alfiere del bianco · a3 pedone del bianco · c3 cavallo del bianco · f3 donna del bianco · h3 pedone del bianco · b2 pedone del bianco · c2 pedone del bianco · e2 alfiere del bianco · f2 pedone del bianco · g2 pedone del bianco · a1 torre del bianco · e1 re del bianco · h1 torre del bianco | c8 re del nero · d8 torre del nero · g8 cavallo del nero · h8 torre del nero · a7 pedone del nero · b7 pedone del nero · d7 cavallo del nero · f7 pedone del nero · g7 pedone del nero · h7 pedone del nero · c6 pedone del nero · e6 pedone del nero · a5 donna del nero · b4 alfiere del nero · d4 pedone del bianco · f4 alfiere del bianco · a3 pedone del bianco · c3 cavallo del bianco · f3 donna del bianco · h3 pedone del bianco · b2 pedone del bianco · c2 pedone del bianco · e2 alfiere del bianco · f2 pedone del bianco · g2 pedone del bianco · a1 torre del bianco · e1 re del bianco · h1 torre del bianco | c8 re del nero · d8 torre del nero · g8 cavallo del nero · h8 torre del nero · a7 pedone del nero · b7 pedone del nero · d7 cavallo del nero · f7 pedone del nero · g7 pedone del nero · h7 pedone del nero · c6 pedone del nero · e6 pedone del nero · a5 donna del nero · b4 alfiere del nero · d4 pedone del bianco · f4 alfiere del bianco · a3 pedone del bianco · c3 cavallo del bianco · f3 donna del bianco · h3 pedone del bianco · b2 pedone del bianco · c2 pedone del bianco · e2 alfiere del bianco · f2 pedone del bianco · g2 pedone del bianco · a1 torre del bianco · e1 re del bianco · h1 torre del bianco | c8 re del nero · d8 torre del nero · g8 cavallo del nero · h8 torre del nero · a7 pedone del nero · b7 pedone del nero · d7 cavallo del nero · f7 pedone del nero · g7 pedone del nero · h7 pedone del nero · c6 pedone del nero · e6 pedone del nero · a5 donna del nero · b4 alfiere del nero · d4 pedone del bianco · f4 alfiere del bianco · a3 pedone del bianco · c3 cavallo del bianco · f3 donna del bianco · h3 pedone del bianco · b2 pedone del bianco · c2 pedone del bianco · e2 alfiere del bianco · f2 pedone del bianco · g2 pedone del bianco · a1 torre del bianco · e1 re del bianco · h1 torre del bianco | c8 re del nero · d8 torre del nero · g8 cavallo del nero · h8 torre del nero · a7 pedone del nero · b7 pedone del nero · d7 cavallo del nero · f7 pedone del nero · g7 pedone del nero · h7 pedone del nero · c6 pedone del nero · e6 pedone del nero · a5 donna del nero · b4 alfiere del nero · d4 pedone del bianco · f4 alfiere del bianco · a3 pedone del bianco · c3 cavallo del bianco · f3 donna del bianco · h3 pedone del bianco · b2 pedone del bianco · c2 pedone del bianco · e2 alfiere del bianco · f2 pedone del bianco · g2 pedone del bianco · a1 torre del bianco · e1 re del bianco · h1 torre del bianco | c8 re del nero · d8 torre del nero · g8 cavallo del nero · h8 torre del nero · a7 pedone del nero · b7 pedone del nero · d7 cavallo del nero · f7 pedone del nero · g7 pedone del nero · h7 pedone del nero · c6 pedone del nero · e6 pedone del nero · a5 donna del nero · b4 alfiere del nero · d4 pedone del bianco · f4 alfiere del bianco · a3 pedone del bianco · c3 cavallo del bianco · f3 donna del bianco · h3 pedone del bianco · b2 pedone del bianco · c2 pedone del bianco · e2 alfiere del bianco · f2 pedone del bianco · g2 pedone del bianco · a1 torre del bianco · e1 re del bianco · h1 torre del bianco | c8 re del nero · d8 torre del nero · g8 cavallo del nero · h8 torre del nero · a7 pedone del nero · b7 pedone del nero · d7 cavallo del nero · f7 pedone del nero · g7 pedone del nero · h7 pedone del nero · c6 pedone del nero · e6 pedone del nero · a5 donna del nero · b4 alfiere del nero · d4 pedone del bianco · f4 alfiere del bianco · a3 pedone del bianco · c3 cavallo del bianco · f3 donna del bianco · h3 pedone del bianco · b2 pedone del bianco · c2 pedone del bianco · e2 alfiere del bianco · f2 pedone del bianco · g2 pedone del bianco · a1 torre del bianco · e1 re del bianco · h1 torre del bianco | 4 |
| 3 | c8 re del nero · d8 torre del nero · g8 cavallo del nero · h8 torre del nero · a7 pedone del nero · b7 pedone del nero · d7 cavallo del nero · f7 pedone del nero · g7 pedone del nero · h7 pedone del nero · c6 pedone del nero · e6 pedone del nero · a5 donna del nero · b4 alfiere del nero · d4 pedone del bianco · f4 alfiere del bianco · a3 pedone del bianco · c3 cavallo del bianco · f3 donna del bianco · h3 pedone del bianco · b2 pedone del bianco · c2 pedone del bianco · e2 alfiere del bianco · f2 pedone del bianco · g2 pedone del bianco · a1 torre del bianco · e1 re del bianco · h1 torre del bianco | c8 re del nero · d8 torre del nero · g8 cavallo del nero · h8 torre del nero · a7 pedone del nero · b7 pedone del nero · d7 cavallo del nero · f7 pedone del nero · g7 pedone del nero · h7 pedone del nero · c6 pedone del nero · e6 pedone del nero · a5 donna del nero · b4 alfiere del nero · d4 pedone del bianco · f4 alfiere del bianco · a3 pedone del bianco · c3 cavallo del bianco · f3 donna del bianco · h3 pedone del bianco · b2 pedone del bianco · c2 pedone del bianco · e2 alfiere del bianco · f2 pedone del bianco · g2 pedone del bianco · a1 torre del bianco · e1 re del bianco · h1 torre del bianco | c8 re del nero · d8 torre del nero · g8 cavallo del nero · h8 torre del nero · a7 pedone del nero · b7 pedone del nero · d7 cavallo del nero · f7 pedone del nero · g7 pedone del nero · h7 pedone del nero · c6 pedone del nero · e6 pedone del nero · a5 donna del nero · b4 alfiere del nero · d4 pedone del bianco · f4 alfiere del bianco · a3 pedone del bianco · c3 cavallo del bianco · f3 donna del bianco · h3 pedone del bianco · b2 pedone del bianco · c2 pedone del bianco · e2 alfiere del bianco · f2 pedone del bianco · g2 pedone del bianco · a1 torre del bianco · e1 re del bianco · h1 torre del bianco | c8 re del nero · d8 torre del nero · g8 cavallo del nero · h8 torre del nero · a7 pedone del nero · b7 pedone del nero · d7 cavallo del nero · f7 pedone del nero · g7 pedone del nero · h7 pedone del nero · c6 pedone del nero · e6 pedone del nero · a5 donna del nero · b4 alfiere del nero · d4 pedone del bianco · f4 alfiere del bianco · a3 pedone del bianco · c3 cavallo del bianco · f3 donna del bianco · h3 pedone del bianco · b2 pedone del bianco · c2 pedone del bianco · e2 alfiere del bianco · f2 pedone del bianco · g2 pedone del bianco · a1 torre del bianco · e1 re del bianco · h1 torre del bianco | c8 re del nero · d8 torre del nero · g8 cavallo del nero · h8 torre del nero · a7 pedone del nero · b7 pedone del nero · d7 cavallo del nero · f7 pedone del nero · g7 pedone del nero · h7 pedone del nero · c6 pedone del nero · e6 pedone del nero · a5 donna del nero · b4 alfiere del nero · d4 pedone del bianco · f4 alfiere del bianco · a3 pedone del bianco · c3 cavallo del bianco · f3 donna del bianco · h3 pedone del bianco · b2 pedone del bianco · c2 pedone del bianco · e2 alfiere del bianco · f2 pedone del bianco · g2 pedone del bianco · a1 torre del bianco · e1 re del bianco · h1 torre del bianco | c8 re del nero · d8 torre del nero · g8 cavallo del nero · h8 torre del nero · a7 pedone del nero · b7 pedone del nero · d7 cavallo del nero · f7 pedone del nero · g7 pedone del nero · h7 pedone del nero · c6 pedone del nero · e6 pedone del nero · a5 donna del nero · b4 alfiere del nero · d4 pedone del bianco · f4 alfiere del bianco · a3 pedone del bianco · c3 cavallo del bianco · f3 donna del bianco · h3 pedone del bianco · b2 pedone del bianco · c2 pedone del bianco · e2 alfiere del bianco · f2 pedone del bianco · g2 pedone del bianco · a1 torre del bianco · e1 re del bianco · h1 torre del bianco | c8 re del nero · d8 torre del nero · g8 cavallo del nero · h8 torre del nero · a7 pedone del nero · b7 pedone del nero · d7 cavallo del nero · f7 pedone del nero · g7 pedone del nero · h7 pedone del nero · c6 pedone del nero · e6 pedone del nero · a5 donna del nero · b4 alfiere del nero · d4 pedone del bianco · f4 alfiere del bianco · a3 pedone del bianco · c3 cavallo del bianco · f3 donna del bianco · h3 pedone del bianco · b2 pedone del bianco · c2 pedone del bianco · e2 alfiere del bianco · f2 pedone del bianco · g2 pedone del bianco · a1 torre del bianco · e1 re del bianco · h1 torre del bianco | c8 re del nero · d8 torre del nero · g8 cavallo del nero · h8 torre del nero · a7 pedone del nero · b7 pedone del nero · d7 cavallo del nero · f7 pedone del nero · g7 pedone del nero · h7 pedone del nero · c6 pedone del nero · e6 pedone del nero · a5 donna del nero · b4 alfiere del nero · d4 pedone del bianco · f4 alfiere del bianco · a3 pedone del bianco · c3 cavallo del bianco · f3 donna del bianco · h3 pedone del bianco · b2 pedone del bianco · c2 pedone del bianco · e2 alfiere del bianco · f2 pedone del bianco · g2 pedone del bianco · a1 torre del bianco · e1 re del bianco · h1 torre del bianco | 3 |
| 2 | c8 re del nero · d8 torre del nero · g8 cavallo del nero · h8 torre del nero · a7 pedone del nero · b7 pedone del nero · d7 cavallo del nero · f7 pedone del nero · g7 pedone del nero · h7 pedone del nero · c6 pedone del nero · e6 pedone del nero · a5 donna del nero · b4 alfiere del nero · d4 pedone del bianco · f4 alfiere del bianco · a3 pedone del bianco · c3 cavallo del bianco · f3 donna del bianco · h3 pedone del bianco · b2 pedone del bianco · c2 pedone del bianco · e2 alfiere del bianco · f2 pedone del bianco · g2 pedone del bianco · a1 torre del bianco · e1 re del bianco · h1 torre del bianco | c8 re del nero · d8 torre del nero · g8 cavallo del nero · h8 torre del nero · a7 pedone del nero · b7 pedone del nero · d7 cavallo del nero · f7 pedone del nero · g7 pedone del nero · h7 pedone del nero · c6 pedone del nero · e6 pedone del nero · a5 donna del nero · b4 alfiere del nero · d4 pedone del bianco · f4 alfiere del bianco · a3 pedone del bianco · c3 cavallo del bianco · f3 donna del bianco · h3 pedone del bianco · b2 pedone del bianco · c2 pedone del bianco · e2 alfiere del bianco · f2 pedone del bianco · g2 pedone del bianco · a1 torre del bianco · e1 re del bianco · h1 torre del bianco | c8 re del nero · d8 torre del nero · g8 cavallo del nero · h8 torre del nero · a7 pedone del nero · b7 pedone del nero · d7 cavallo del nero · f7 pedone del nero · g7 pedone del nero · h7 pedone del nero · c6 pedone del nero · e6 pedone del nero · a5 donna del nero · b4 alfiere del nero · d4 pedone del bianco · f4 alfiere del bianco · a3 pedone del bianco · c3 cavallo del bianco · f3 donna del bianco · h3 pedone del bianco · b2 pedone del bianco · c2 pedone del bianco · e2 alfiere del bianco · f2 pedone del bianco · g2 pedone del bianco · a1 torre del bianco · e1 re del bianco · h1 torre del bianco | c8 re del nero · d8 torre del nero · g8 cavallo del nero · h8 torre del nero · a7 pedone del nero · b7 pedone del nero · d7 cavallo del nero · f7 pedone del nero · g7 pedone del nero · h7 pedone del nero · c6 pedone del nero · e6 pedone del nero · a5 donna del nero · b4 alfiere del nero · d4 pedone del bianco · f4 alfiere del bianco · a3 pedone del bianco · c3 cavallo del bianco · f3 donna del bianco · h3 pedone del bianco · b2 pedone del bianco · c2 pedone del bianco · e2 alfiere del bianco · f2 pedone del bianco · g2 pedone del bianco · a1 torre del bianco · e1 re del bianco · h1 torre del bianco | c8 re del nero · d8 torre del nero · g8 cavallo del nero · h8 torre del nero · a7 pedone del nero · b7 pedone del nero · d7 cavallo del nero · f7 pedone del nero · g7 pedone del nero · h7 pedone del nero · c6 pedone del nero · e6 pedone del nero · a5 donna del nero · b4 alfiere del nero · d4 pedone del bianco · f4 alfiere del bianco · a3 pedone del bianco · c3 cavallo del bianco · f3 donna del bianco · h3 pedone del bianco · b2 pedone del bianco · c2 pedone del bianco · e2 alfiere del bianco · f2 pedone del bianco · g2 pedone del bianco · a1 torre del bianco · e1 re del bianco · h1 torre del bianco | c8 re del nero · d8 torre del nero · g8 cavallo del nero · h8 torre del nero · a7 pedone del nero · b7 pedone del nero · d7 cavallo del nero · f7 pedone del nero · g7 pedone del nero · h7 pedone del nero · c6 pedone del nero · e6 pedone del nero · a5 donna del nero · b4 alfiere del nero · d4 pedone del bianco · f4 alfiere del bianco · a3 pedone del bianco · c3 cavallo del bianco · f3 donna del bianco · h3 pedone del bianco · b2 pedone del bianco · c2 pedone del bianco · e2 alfiere del bianco · f2 pedone del bianco · g2 pedone del bianco · a1 torre del bianco · e1 re del bianco · h1 torre del bianco | c8 re del nero · d8 torre del nero · g8 cavallo del nero · h8 torre del nero · a7 pedone del nero · b7 pedone del nero · d7 cavallo del nero · f7 pedone del nero · g7 pedone del nero · h7 pedone del nero · c6 pedone del nero · e6 pedone del nero · a5 donna del nero · b4 alfiere del nero · d4 pedone del bianco · f4 alfiere del bianco · a3 pedone del bianco · c3 cavallo del bianco · f3 donna del bianco · h3 pedone del bianco · b2 pedone del bianco · c2 pedone del bianco · e2 alfiere del bianco · f2 pedone del bianco · g2 pedone del bianco · a1 torre del bianco · e1 re del bianco · h1 torre del bianco | c8 re del nero · d8 torre del nero · g8 cavallo del nero · h8 torre del nero · a7 pedone del nero · b7 pedone del nero · d7 cavallo del nero · f7 pedone del nero · g7 pedone del nero · h7 pedone del nero · c6 pedone del nero · e6 pedone del nero · a5 donna del nero · b4 alfiere del nero · d4 pedone del bianco · f4 alfiere del bianco · a3 pedone del bianco · c3 cavallo del bianco · f3 donna del bianco · h3 pedone del bianco · b2 pedone del bianco · c2 pedone del bianco · e2 alfiere del bianco · f2 pedone del bianco · g2 pedone del bianco · a1 torre del bianco · e1 re del bianco · h1 torre del bianco | 2 |
| 1 | c8 re del nero · d8 torre del nero · g8 cavallo del nero · h8 torre del nero · a7 pedone del nero · b7 pedone del nero · d7 cavallo del nero · f7 pedone del nero · g7 pedone del nero · h7 pedone del nero · c6 pedone del nero · e6 pedone del nero · a5 donna del nero · b4 alfiere del nero · d4 pedone del bianco · f4 alfiere del bianco · a3 pedone del bianco · c3 cavallo del bianco · f3 donna del bianco · h3 pedone del bianco · b2 pedone del bianco · c2 pedone del bianco · e2 alfiere del bianco · f2 pedone del bianco · g2 pedone del bianco · a1 torre del bianco · e1 re del bianco · h1 torre del bianco | c8 re del nero · d8 torre del nero · g8 cavallo del nero · h8 torre del nero · a7 pedone del nero · b7 pedone del nero · d7 cavallo del nero · f7 pedone del nero · g7 pedone del nero · h7 pedone del nero · c6 pedone del nero · e6 pedone del nero · a5 donna del nero · b4 alfiere del nero · d4 pedone del bianco · f4 alfiere del bianco · a3 pedone del bianco · c3 cavallo del bianco · f3 donna del bianco · h3 pedone del bianco · b2 pedone del bianco · c2 pedone del bianco · e2 alfiere del bianco · f2 pedone del bianco · g2 pedone del bianco · a1 torre del bianco · e1 re del bianco · h1 torre del bianco | c8 re del nero · d8 torre del nero · g8 cavallo del nero · h8 torre del nero · a7 pedone del nero · b7 pedone del nero · d7 cavallo del nero · f7 pedone del nero · g7 pedone del nero · h7 pedone del nero · c6 pedone del nero · e6 pedone del nero · a5 donna del nero · b4 alfiere del nero · d4 pedone del bianco · f4 alfiere del bianco · a3 pedone del bianco · c3 cavallo del bianco · f3 donna del bianco · h3 pedone del bianco · b2 pedone del bianco · c2 pedone del bianco · e2 alfiere del bianco · f2 pedone del bianco · g2 pedone del bianco · a1 torre del bianco · e1 re del bianco · h1 torre del bianco | c8 re del nero · d8 torre del nero · g8 cavallo del nero · h8 torre del nero · a7 pedone del nero · b7 pedone del nero · d7 cavallo del nero · f7 pedone del nero · g7 pedone del nero · h7 pedone del nero · c6 pedone del nero · e6 pedone del nero · a5 donna del nero · b4 alfiere del nero · d4 pedone del bianco · f4 alfiere del bianco · a3 pedone del bianco · c3 cavallo del bianco · f3 donna del bianco · h3 pedone del bianco · b2 pedone del bianco · c2 pedone del bianco · e2 alfiere del bianco · f2 pedone del bianco · g2 pedone del bianco · a1 torre del bianco · e1 re del bianco · h1 torre del bianco | c8 re del nero · d8 torre del nero · g8 cavallo del nero · h8 torre del nero · a7 pedone del nero · b7 pedone del nero · d7 cavallo del nero · f7 pedone del nero · g7 pedone del nero · h7 pedone del nero · c6 pedone del nero · e6 pedone del nero · a5 donna del nero · b4 alfiere del nero · d4 pedone del bianco · f4 alfiere del bianco · a3 pedone del bianco · c3 cavallo del bianco · f3 donna del bianco · h3 pedone del bianco · b2 pedone del bianco · c2 pedone del bianco · e2 alfiere del bianco · f2 pedone del bianco · g2 pedone del bianco · a1 torre del bianco · e1 re del bianco · h1 torre del bianco | c8 re del nero · d8 torre del nero · g8 cavallo del nero · h8 torre del nero · a7 pedone del nero · b7 pedone del nero · d7 cavallo del nero · f7 pedone del nero · g7 pedone del nero · h7 pedone del nero · c6 pedone del nero · e6 pedone del nero · a5 donna del nero · b4 alfiere del nero · d4 pedone del bianco · f4 alfiere del bianco · a3 pedone del bianco · c3 cavallo del bianco · f3 donna del bianco · h3 pedone del bianco · b2 pedone del bianco · c2 pedone del bianco · e2 alfiere del bianco · f2 pedone del bianco · g2 pedone del bianco · a1 torre del bianco · e1 re del bianco · h1 torre del bianco | c8 re del nero · d8 torre del nero · g8 cavallo del nero · h8 torre del nero · a7 pedone del nero · b7 pedone del nero · d7 cavallo del nero · f7 pedone del nero · g7 pedone del nero · h7 pedone del nero · c6 pedone del nero · e6 pedone del nero · a5 donna del nero · b4 alfiere del nero · d4 pedone del bianco · f4 alfiere del bianco · a3 pedone del bianco · c3 cavallo del bianco · f3 donna del bianco · h3 pedone del bianco · b2 pedone del bianco · c2 pedone del bianco · e2 alfiere del bianco · f2 pedone del bianco · g2 pedone del bianco · a1 torre del bianco · e1 re del bianco · h1 torre del bianco | c8 re del nero · d8 torre del nero · g8 cavallo del nero · h8 torre del nero · a7 pedone del nero · b7 pedone del nero · d7 cavallo del nero · f7 pedone del nero · g7 pedone del nero · h7 pedone del nero · c6 pedone del nero · e6 pedone del nero · a5 donna del nero · b4 alfiere del nero · d4 pedone del bianco · f4 alfiere del bianco · a3 pedone del bianco · c3 cavallo del bianco · f3 donna del bianco · h3 pedone del bianco · b2 pedone del bianco · c2 pedone del bianco · e2 alfiere del bianco · f2 pedone del bianco · g2 pedone del bianco · a1 torre del bianco · e1 re del bianco · h1 torre del bianco | 1 |
|   | a | b | c | d | e | f | g | h |   |

|   | a | b | c | d | e | f | g | h |   |
| 8 | c8 re del nero · d8 torre del nero · g8 cavallo del nero · h8 torre del nero · a7 pedone del nero · d7 cavallo del nero · f7 pedone del nero · g7 pedone del nero · h7 pedone del nero · a6 alfiere del bianco · c6 pedone del nero · e6 pedone del nero · b4 pedone del bianco · d4 pedone del bianco · f4 alfiere del bianco · c3 cavallo del bianco · h3 pedone del bianco · b2 pedone del bianco · c2 pedone del bianco · d2 re del bianco · f2 pedone del bianco · g2 pedone del bianco · h1 donna del nero | c8 re del nero · d8 torre del nero · g8 cavallo del nero · h8 torre del nero · a7 pedone del nero · d7 cavallo del nero · f7 pedone del nero · g7 pedone del nero · h7 pedone del nero · a6 alfiere del bianco · c6 pedone del nero · e6 pedone del nero · b4 pedone del bianco · d4 pedone del bianco · f4 alfiere del bianco · c3 cavallo del bianco · h3 pedone del bianco · b2 pedone del bianco · c2 pedone del bianco · d2 re del bianco · f2 pedone del bianco · g2 pedone del bianco · h1 donna del nero | c8 re del nero · d8 torre del nero · g8 cavallo del nero · h8 torre del nero · a7 pedone del nero · d7 cavallo del nero · f7 pedone del nero · g7 pedone del nero · h7 pedone del nero · a6 alfiere del bianco · c6 pedone del nero · e6 pedone del nero · b4 pedone del bianco · d4 pedone del bianco · f4 alfiere del bianco · c3 cavallo del bianco · h3 pedone del bianco · b2 pedone del bianco · c2 pedone del bianco · d2 re del bianco · f2 pedone del bianco · g2 pedone del bianco · h1 donna del nero | c8 re del nero · d8 torre del nero · g8 cavallo del nero · h8 torre del nero · a7 pedone del nero · d7 cavallo del nero · f7 pedone del nero · g7 pedone del nero · h7 pedone del nero · a6 alfiere del bianco · c6 pedone del nero · e6 pedone del nero · b4 pedone del bianco · d4 pedone del bianco · f4 alfiere del bianco · c3 cavallo del bianco · h3 pedone del bianco · b2 pedone del bianco · c2 pedone del bianco · d2 re del bianco · f2 pedone del bianco · g2 pedone del bianco · h1 donna del nero | c8 re del nero · d8 torre del nero · g8 cavallo del nero · h8 torre del nero · a7 pedone del nero · d7 cavallo del nero · f7 pedone del nero · g7 pedone del nero · h7 pedone del nero · a6 alfiere del bianco · c6 pedone del nero · e6 pedone del nero · b4 pedone del bianco · d4 pedone del bianco · f4 alfiere del bianco · c3 cavallo del bianco · h3 pedone del bianco · b2 pedone del bianco · c2 pedone del bianco · d2 re del bianco · f2 pedone del bianco · g2 pedone del bianco · h1 donna del nero | c8 re del nero · d8 torre del nero · g8 cavallo del nero · h8 torre del nero · a7 pedone del nero · d7 cavallo del nero · f7 pedone del nero · g7 pedone del nero · h7 pedone del nero · a6 alfiere del bianco · c6 pedone del nero · e6 pedone del nero · b4 pedone del bianco · d4 pedone del bianco · f4 alfiere del bianco · c3 cavallo del bianco · h3 pedone del bianco · b2 pedone del bianco · c2 pedone del bianco · d2 re del bianco · f2 pedone del bianco · g2 pedone del bianco · h1 donna del nero | c8 re del nero · d8 torre del nero · g8 cavallo del nero · h8 torre del nero · a7 pedone del nero · d7 cavallo del nero · f7 pedone del nero · g7 pedone del nero · h7 pedone del nero · a6 alfiere del bianco · c6 pedone del nero · e6 pedone del nero · b4 pedone del bianco · d4 pedone del bianco · f4 alfiere del bianco · c3 cavallo del bianco · h3 pedone del bianco · b2 pedone del bianco · c2 pedone del bianco · d2 re del bianco · f2 pedone del bianco · g2 pedone del bianco · h1 donna del nero | c8 re del nero · d8 torre del nero · g8 cavallo del nero · h8 torre del nero · a7 pedone del nero · d7 cavallo del nero · f7 pedone del nero · g7 pedone del nero · h7 pedone del nero · a6 alfiere del bianco · c6 pedone del nero · e6 pedone del nero · b4 pedone del bianco · d4 pedone del bianco · f4 alfiere del bianco · c3 cavallo del bianco · h3 pedone del bianco · b2 pedone del bianco · c2 pedone del bianco · d2 re del bianco · f2 pedone del bianco · g2 pedone del bianco · h1 donna del nero | 8 |
| 7 | c8 re del nero · d8 torre del nero · g8 cavallo del nero · h8 torre del nero · a7 pedone del nero · d7 cavallo del nero · f7 pedone del nero · g7 pedone del nero · h7 pedone del nero · a6 alfiere del bianco · c6 pedone del nero · e6 pedone del nero · b4 pedone del bianco · d4 pedone del bianco · f4 alfiere del bianco · c3 cavallo del bianco · h3 pedone del bianco · b2 pedone del bianco · c2 pedone del bianco · d2 re del bianco · f2 pedone del bianco · g2 pedone del bianco · h1 donna del nero | c8 re del nero · d8 torre del nero · g8 cavallo del nero · h8 torre del nero · a7 pedone del nero · d7 cavallo del nero · f7 pedone del nero · g7 pedone del nero · h7 pedone del nero · a6 alfiere del bianco · c6 pedone del nero · e6 pedone del nero · b4 pedone del bianco · d4 pedone del bianco · f4 alfiere del bianco · c3 cavallo del bianco · h3 pedone del bianco · b2 pedone del bianco · c2 pedone del bianco · d2 re del bianco · f2 pedone del bianco · g2 pedone del bianco · h1 donna del nero | c8 re del nero · d8 torre del nero · g8 cavallo del nero · h8 torre del nero · a7 pedone del nero · d7 cavallo del nero · f7 pedone del nero · g7 pedone del nero · h7 pedone del nero · a6 alfiere del bianco · c6 pedone del nero · e6 pedone del nero · b4 pedone del bianco · d4 pedone del bianco · f4 alfiere del bianco · c3 cavallo del bianco · h3 pedone del bianco · b2 pedone del bianco · c2 pedone del bianco · d2 re del bianco · f2 pedone del bianco · g2 pedone del bianco · h1 donna del nero | c8 re del nero · d8 torre del nero · g8 cavallo del nero · h8 torre del nero · a7 pedone del nero · d7 cavallo del nero · f7 pedone del nero · g7 pedone del nero · h7 pedone del nero · a6 alfiere del bianco · c6 pedone del nero · e6 pedone del nero · b4 pedone del bianco · d4 pedone del bianco · f4 alfiere del bianco · c3 cavallo del bianco · h3 pedone del bianco · b2 pedone del bianco · c2 pedone del bianco · d2 re del bianco · f2 pedone del bianco · g2 pedone del bianco · h1 donna del nero | c8 re del nero · d8 torre del nero · g8 cavallo del nero · h8 torre del nero · a7 pedone del nero · d7 cavallo del nero · f7 pedone del nero · g7 pedone del nero · h7 pedone del nero · a6 alfiere del bianco · c6 pedone del nero · e6 pedone del nero · b4 pedone del bianco · d4 pedone del bianco · f4 alfiere del bianco · c3 cavallo del bianco · h3 pedone del bianco · b2 pedone del bianco · c2 pedone del bianco · d2 re del bianco · f2 pedone del bianco · g2 pedone del bianco · h1 donna del nero | c8 re del nero · d8 torre del nero · g8 cavallo del nero · h8 torre del nero · a7 pedone del nero · d7 cavallo del nero · f7 pedone del nero · g7 pedone del nero · h7 pedone del nero · a6 alfiere del bianco · c6 pedone del nero · e6 pedone del nero · b4 pedone del bianco · d4 pedone del bianco · f4 alfiere del bianco · c3 cavallo del bianco · h3 pedone del bianco · b2 pedone del bianco · c2 pedone del bianco · d2 re del bianco · f2 pedone del bianco · g2 pedone del bianco · h1 donna del nero | c8 re del nero · d8 torre del nero · g8 cavallo del nero · h8 torre del nero · a7 pedone del nero · d7 cavallo del nero · f7 pedone del nero · g7 pedone del nero · h7 pedone del nero · a6 alfiere del bianco · c6 pedone del nero · e6 pedone del nero · b4 pedone del bianco · d4 pedone del bianco · f4 alfiere del bianco · c3 cavallo del bianco · h3 pedone del bianco · b2 pedone del bianco · c2 pedone del bianco · d2 re del bianco · f2 pedone del bianco · g2 pedone del bianco · h1 donna del nero | c8 re del nero · d8 torre del nero · g8 cavallo del nero · h8 torre del nero · a7 pedone del nero · d7 cavallo del nero · f7 pedone del nero · g7 pedone del nero · h7 pedone del nero · a6 alfiere del bianco · c6 pedone del nero · e6 pedone del nero · b4 pedone del bianco · d4 pedone del bianco · f4 alfiere del bianco · c3 cavallo del bianco · h3 pedone del bianco · b2 pedone del bianco · c2 pedone del bianco · d2 re del bianco · f2 pedone del bianco · g2 pedone del bianco · h1 donna del nero | 7 |
| 6 | c8 re del nero · d8 torre del nero · g8 cavallo del nero · h8 torre del nero · a7 pedone del nero · d7 cavallo del nero · f7 pedone del nero · g7 pedone del nero · h7 pedone del nero · a6 alfiere del bianco · c6 pedone del nero · e6 pedone del nero · b4 pedone del bianco · d4 pedone del bianco · f4 alfiere del bianco · c3 cavallo del bianco · h3 pedone del bianco · b2 pedone del bianco · c2 pedone del bianco · d2 re del bianco · f2 pedone del bianco · g2 pedone del bianco · h1 donna del nero | c8 re del nero · d8 torre del nero · g8 cavallo del nero · h8 torre del nero · a7 pedone del nero · d7 cavallo del nero · f7 pedone del nero · g7 pedone del nero · h7 pedone del nero · a6 alfiere del bianco · c6 pedone del nero · e6 pedone del nero · b4 pedone del bianco · d4 pedone del bianco · f4 alfiere del bianco · c3 cavallo del bianco · h3 pedone del bianco · b2 pedone del bianco · c2 pedone del bianco · d2 re del bianco · f2 pedone del bianco · g2 pedone del bianco · h1 donna del nero | c8 re del nero · d8 torre del nero · g8 cavallo del nero · h8 torre del nero · a7 pedone del nero · d7 cavallo del nero · f7 pedone del nero · g7 pedone del nero · h7 pedone del nero · a6 alfiere del bianco · c6 pedone del nero · e6 pedone del nero · b4 pedone del bianco · d4 pedone del bianco · f4 alfiere del bianco · c3 cavallo del bianco · h3 pedone del bianco · b2 pedone del bianco · c2 pedone del bianco · d2 re del bianco · f2 pedone del bianco · g2 pedone del bianco · h1 donna del nero | c8 re del nero · d8 torre del nero · g8 cavallo del nero · h8 torre del nero · a7 pedone del nero · d7 cavallo del nero · f7 pedone del nero · g7 pedone del nero · h7 pedone del nero · a6 alfiere del bianco · c6 pedone del nero · e6 pedone del nero · b4 pedone del bianco · d4 pedone del bianco · f4 alfiere del bianco · c3 cavallo del bianco · h3 pedone del bianco · b2 pedone del bianco · c2 pedone del bianco · d2 re del bianco · f2 pedone del bianco · g2 pedone del bianco · h1 donna del nero | c8 re del nero · d8 torre del nero · g8 cavallo del nero · h8 torre del nero · a7 pedone del nero · d7 cavallo del nero · f7 pedone del nero · g7 pedone del nero · h7 pedone del nero · a6 alfiere del bianco · c6 pedone del nero · e6 pedone del nero · b4 pedone del bianco · d4 pedone del bianco · f4 alfiere del bianco · c3 cavallo del bianco · h3 pedone del bianco · b2 pedone del bianco · c2 pedone del bianco · d2 re del bianco · f2 pedone del bianco · g2 pedone del bianco · h1 donna del nero | c8 re del nero · d8 torre del nero · g8 cavallo del nero · h8 torre del nero · a7 pedone del nero · d7 cavallo del nero · f7 pedone del nero · g7 pedone del nero · h7 pedone del nero · a6 alfiere del bianco · c6 pedone del nero · e6 pedone del nero · b4 pedone del bianco · d4 pedone del bianco · f4 alfiere del bianco · c3 cavallo del bianco · h3 pedone del bianco · b2 pedone del bianco · c2 pedone del bianco · d2 re del bianco · f2 pedone del bianco · g2 pedone del bianco · h1 donna del nero | c8 re del nero · d8 torre del nero · g8 cavallo del nero · h8 torre del nero · a7 pedone del nero · d7 cavallo del nero · f7 pedone del nero · g7 pedone del nero · h7 pedone del nero · a6 alfiere del bianco · c6 pedone del nero · e6 pedone del nero · b4 pedone del bianco · d4 pedone del bianco · f4 alfiere del bianco · c3 cavallo del bianco · h3 pedone del bianco · b2 pedone del bianco · c2 pedone del bianco · d2 re del bianco · f2 pedone del bianco · g2 pedone del bianco · h1 donna del nero | c8 re del nero · d8 torre del nero · g8 cavallo del nero · h8 torre del nero · a7 pedone del nero · d7 cavallo del nero · f7 pedone del nero · g7 pedone del nero · h7 pedone del nero · a6 alfiere del bianco · c6 pedone del nero · e6 pedone del nero · b4 pedone del bianco · d4 pedone del bianco · f4 alfiere del bianco · c3 cavallo del bianco · h3 pedone del bianco · b2 pedone del bianco · c2 pedone del bianco · d2 re del bianco · f2 pedone del bianco · g2 pedone del bianco · h1 donna del nero | 6 |
| 5 | c8 re del nero · d8 torre del nero · g8 cavallo del nero · h8 torre del nero · a7 pedone del nero · d7 cavallo del nero · f7 pedone del nero · g7 pedone del nero · h7 pedone del nero · a6 alfiere del bianco · c6 pedone del nero · e6 pedone del nero · b4 pedone del bianco · d4 pedone del bianco · f4 alfiere del bianco · c3 cavallo del bianco · h3 pedone del bianco · b2 pedone del bianco · c2 pedone del bianco · d2 re del bianco · f2 pedone del bianco · g2 pedone del bianco · h1 donna del nero | c8 re del nero · d8 torre del nero · g8 cavallo del nero · h8 torre del nero · a7 pedone del nero · d7 cavallo del nero · f7 pedone del nero · g7 pedone del nero · h7 pedone del nero · a6 alfiere del bianco · c6 pedone del nero · e6 pedone del nero · b4 pedone del bianco · d4 pedone del bianco · f4 alfiere del bianco · c3 cavallo del bianco · h3 pedone del bianco · b2 pedone del bianco · c2 pedone del bianco · d2 re del bianco · f2 pedone del bianco · g2 pedone del bianco · h1 donna del nero | c8 re del nero · d8 torre del nero · g8 cavallo del nero · h8 torre del nero · a7 pedone del nero · d7 cavallo del nero · f7 pedone del nero · g7 pedone del nero · h7 pedone del nero · a6 alfiere del bianco · c6 pedone del nero · e6 pedone del nero · b4 pedone del bianco · d4 pedone del bianco · f4 alfiere del bianco · c3 cavallo del bianco · h3 pedone del bianco · b2 pedone del bianco · c2 pedone del bianco · d2 re del bianco · f2 pedone del bianco · g2 pedone del bianco · h1 donna del nero | c8 re del nero · d8 torre del nero · g8 cavallo del nero · h8 torre del nero · a7 pedone del nero · d7 cavallo del nero · f7 pedone del nero · g7 pedone del nero · h7 pedone del nero · a6 alfiere del bianco · c6 pedone del nero · e6 pedone del nero · b4 pedone del bianco · d4 pedone del bianco · f4 alfiere del bianco · c3 cavallo del bianco · h3 pedone del bianco · b2 pedone del bianco · c2 pedone del bianco · d2 re del bianco · f2 pedone del bianco · g2 pedone del bianco · h1 donna del nero | c8 re del nero · d8 torre del nero · g8 cavallo del nero · h8 torre del nero · a7 pedone del nero · d7 cavallo del nero · f7 pedone del nero · g7 pedone del nero · h7 pedone del nero · a6 alfiere del bianco · c6 pedone del nero · e6 pedone del nero · b4 pedone del bianco · d4 pedone del bianco · f4 alfiere del bianco · c3 cavallo del bianco · h3 pedone del bianco · b2 pedone del bianco · c2 pedone del bianco · d2 re del bianco · f2 pedone del bianco · g2 pedone del bianco · h1 donna del nero | c8 re del nero · d8 torre del nero · g8 cavallo del nero · h8 torre del nero · a7 pedone del nero · d7 cavallo del nero · f7 pedone del nero · g7 pedone del nero · h7 pedone del nero · a6 alfiere del bianco · c6 pedone del nero · e6 pedone del nero · b4 pedone del bianco · d4 pedone del bianco · f4 alfiere del bianco · c3 cavallo del bianco · h3 pedone del bianco · b2 pedone del bianco · c2 pedone del bianco · d2 re del bianco · f2 pedone del bianco · g2 pedone del bianco · h1 donna del nero | c8 re del nero · d8 torre del nero · g8 cavallo del nero · h8 torre del nero · a7 pedone del nero · d7 cavallo del nero · f7 pedone del nero · g7 pedone del nero · h7 pedone del nero · a6 alfiere del bianco · c6 pedone del nero · e6 pedone del nero · b4 pedone del bianco · d4 pedone del bianco · f4 alfiere del bianco · c3 cavallo del bianco · h3 pedone del bianco · b2 pedone del bianco · c2 pedone del bianco · d2 re del bianco · f2 pedone del bianco · g2 pedone del bianco · h1 donna del nero | c8 re del nero · d8 torre del nero · g8 cavallo del nero · h8 torre del nero · a7 pedone del nero · d7 cavallo del nero · f7 pedone del nero · g7 pedone del nero · h7 pedone del nero · a6 alfiere del bianco · c6 pedone del nero · e6 pedone del nero · b4 pedone del bianco · d4 pedone del bianco · f4 alfiere del bianco · c3 cavallo del bianco · h3 pedone del bianco · b2 pedone del bianco · c2 pedone del bianco · d2 re del bianco · f2 pedone del bianco · g2 pedone del bianco · h1 donna del nero | 5 |
| 4 | c8 re del nero · d8 torre del nero · g8 cavallo del nero · h8 torre del nero · a7 pedone del nero · d7 cavallo del nero · f7 pedone del nero · g7 pedone del nero · h7 pedone del nero · a6 alfiere del bianco · c6 pedone del nero · e6 pedone del nero · b4 pedone del bianco · d4 pedone del bianco · f4 alfiere del bianco · c3 cavallo del bianco · h3 pedone del bianco · b2 pedone del bianco · c2 pedone del bianco · d2 re del bianco · f2 pedone del bianco · g2 pedone del bianco · h1 donna del nero | c8 re del nero · d8 torre del nero · g8 cavallo del nero · h8 torre del nero · a7 pedone del nero · d7 cavallo del nero · f7 pedone del nero · g7 pedone del nero · h7 pedone del nero · a6 alfiere del bianco · c6 pedone del nero · e6 pedone del nero · b4 pedone del bianco · d4 pedone del bianco · f4 alfiere del bianco · c3 cavallo del bianco · h3 pedone del bianco · b2 pedone del bianco · c2 pedone del bianco · d2 re del bianco · f2 pedone del bianco · g2 pedone del bianco · h1 donna del nero | c8 re del nero · d8 torre del nero · g8 cavallo del nero · h8 torre del nero · a7 pedone del nero · d7 cavallo del nero · f7 pedone del nero · g7 pedone del nero · h7 pedone del nero · a6 alfiere del bianco · c6 pedone del nero · e6 pedone del nero · b4 pedone del bianco · d4 pedone del bianco · f4 alfiere del bianco · c3 cavallo del bianco · h3 pedone del bianco · b2 pedone del bianco · c2 pedone del bianco · d2 re del bianco · f2 pedone del bianco · g2 pedone del bianco · h1 donna del nero | c8 re del nero · d8 torre del nero · g8 cavallo del nero · h8 torre del nero · a7 pedone del nero · d7 cavallo del nero · f7 pedone del nero · g7 pedone del nero · h7 pedone del nero · a6 alfiere del bianco · c6 pedone del nero · e6 pedone del nero · b4 pedone del bianco · d4 pedone del bianco · f4 alfiere del bianco · c3 cavallo del bianco · h3 pedone del bianco · b2 pedone del bianco · c2 pedone del bianco · d2 re del bianco · f2 pedone del bianco · g2 pedone del bianco · h1 donna del nero | c8 re del nero · d8 torre del nero · g8 cavallo del nero · h8 torre del nero · a7 pedone del nero · d7 cavallo del nero · f7 pedone del nero · g7 pedone del nero · h7 pedone del nero · a6 alfiere del bianco · c6 pedone del nero · e6 pedone del nero · b4 pedone del bianco · d4 pedone del bianco · f4 alfiere del bianco · c3 cavallo del bianco · h3 pedone del bianco · b2 pedone del bianco · c2 pedone del bianco · d2 re del bianco · f2 pedone del bianco · g2 pedone del bianco · h1 donna del nero | c8 re del nero · d8 torre del nero · g8 cavallo del nero · h8 torre del nero · a7 pedone del nero · d7 cavallo del nero · f7 pedone del nero · g7 pedone del nero · h7 pedone del nero · a6 alfiere del bianco · c6 pedone del nero · e6 pedone del nero · b4 pedone del bianco · d4 pedone del bianco · f4 alfiere del bianco · c3 cavallo del bianco · h3 pedone del bianco · b2 pedone del bianco · c2 pedone del bianco · d2 re del bianco · f2 pedone del bianco · g2 pedone del bianco · h1 donna del nero | c8 re del nero · d8 torre del nero · g8 cavallo del nero · h8 torre del nero · a7 pedone del nero · d7 cavallo del nero · f7 pedone del nero · g7 pedone del nero · h7 pedone del nero · a6 alfiere del bianco · c6 pedone del nero · e6 pedone del nero · b4 pedone del bianco · d4 pedone del bianco · f4 alfiere del bianco · c3 cavallo del bianco · h3 pedone del bianco · b2 pedone del bianco · c2 pedone del bianco · d2 re del bianco · f2 pedone del bianco · g2 pedone del bianco · h1 donna del nero | c8 re del nero · d8 torre del nero · g8 cavallo del nero · h8 torre del nero · a7 pedone del nero · d7 cavallo del nero · f7 pedone del nero · g7 pedone del nero · h7 pedone del nero · a6 alfiere del bianco · c6 pedone del nero · e6 pedone del nero · b4 pedone del bianco · d4 pedone del bianco · f4 alfiere del bianco · c3 cavallo del bianco · h3 pedone del bianco · b2 pedone del bianco · c2 pedone del bianco · d2 re del bianco · f2 pedone del bianco · g2 pedone del bianco · h1 donna del nero | 4 |
| 3 | c8 re del nero · d8 torre del nero · g8 cavallo del nero · h8 torre del nero · a7 pedone del nero · d7 cavallo del nero · f7 pedone del nero · g7 pedone del nero · h7 pedone del nero · a6 alfiere del bianco · c6 pedone del nero · e6 pedone del nero · b4 pedone del bianco · d4 pedone del bianco · f4 alfiere del bianco · c3 cavallo del bianco · h3 pedone del bianco · b2 pedone del bianco · c2 pedone del bianco · d2 re del bianco · f2 pedone del bianco · g2 pedone del bianco · h1 donna del nero | c8 re del nero · d8 torre del nero · g8 cavallo del nero · h8 torre del nero · a7 pedone del nero · d7 cavallo del nero · f7 pedone del nero · g7 pedone del nero · h7 pedone del nero · a6 alfiere del bianco · c6 pedone del nero · e6 pedone del nero · b4 pedone del bianco · d4 pedone del bianco · f4 alfiere del bianco · c3 cavallo del bianco · h3 pedone del bianco · b2 pedone del bianco · c2 pedone del bianco · d2 re del bianco · f2 pedone del bianco · g2 pedone del bianco · h1 donna del nero | c8 re del nero · d8 torre del nero · g8 cavallo del nero · h8 torre del nero · a7 pedone del nero · d7 cavallo del nero · f7 pedone del nero · g7 pedone del nero · h7 pedone del nero · a6 alfiere del bianco · c6 pedone del nero · e6 pedone del nero · b4 pedone del bianco · d4 pedone del bianco · f4 alfiere del bianco · c3 cavallo del bianco · h3 pedone del bianco · b2 pedone del bianco · c2 pedone del bianco · d2 re del bianco · f2 pedone del bianco · g2 pedone del bianco · h1 donna del nero | c8 re del nero · d8 torre del nero · g8 cavallo del nero · h8 torre del nero · a7 pedone del nero · d7 cavallo del nero · f7 pedone del nero · g7 pedone del nero · h7 pedone del nero · a6 alfiere del bianco · c6 pedone del nero · e6 pedone del nero · b4 pedone del bianco · d4 pedone del bianco · f4 alfiere del bianco · c3 cavallo del bianco · h3 pedone del bianco · b2 pedone del bianco · c2 pedone del bianco · d2 re del bianco · f2 pedone del bianco · g2 pedone del bianco · h1 donna del nero | c8 re del nero · d8 torre del nero · g8 cavallo del nero · h8 torre del nero · a7 pedone del nero · d7 cavallo del nero · f7 pedone del nero · g7 pedone del nero · h7 pedone del nero · a6 alfiere del bianco · c6 pedone del nero · e6 pedone del nero · b4 pedone del bianco · d4 pedone del bianco · f4 alfiere del bianco · c3 cavallo del bianco · h3 pedone del bianco · b2 pedone del bianco · c2 pedone del bianco · d2 re del bianco · f2 pedone del bianco · g2 pedone del bianco · h1 donna del nero | c8 re del nero · d8 torre del nero · g8 cavallo del nero · h8 torre del nero · a7 pedone del nero · d7 cavallo del nero · f7 pedone del nero · g7 pedone del nero · h7 pedone del nero · a6 alfiere del bianco · c6 pedone del nero · e6 pedone del nero · b4 pedone del bianco · d4 pedone del bianco · f4 alfiere del bianco · c3 cavallo del bianco · h3 pedone del bianco · b2 pedone del bianco · c2 pedone del bianco · d2 re del bianco · f2 pedone del bianco · g2 pedone del bianco · h1 donna del nero | c8 re del nero · d8 torre del nero · g8 cavallo del nero · h8 torre del nero · a7 pedone del nero · d7 cavallo del nero · f7 pedone del nero · g7 pedone del nero · h7 pedone del nero · a6 alfiere del bianco · c6 pedone del nero · e6 pedone del nero · b4 pedone del bianco · d4 pedone del bianco · f4 alfiere del bianco · c3 cavallo del bianco · h3 pedone del bianco · b2 pedone del bianco · c2 pedone del bianco · d2 re del bianco · f2 pedone del bianco · g2 pedone del bianco · h1 donna del nero | c8 re del nero · d8 torre del nero · g8 cavallo del nero · h8 torre del nero · a7 pedone del nero · d7 cavallo del nero · f7 pedone del nero · g7 pedone del nero · h7 pedone del nero · a6 alfiere del bianco · c6 pedone del nero · e6 pedone del nero · b4 pedone del bianco · d4 pedone del bianco · f4 alfiere del bianco · c3 cavallo del bianco · h3 pedone del bianco · b2 pedone del bianco · c2 pedone del bianco · d2 re del bianco · f2 pedone del bianco · g2 pedone del bianco · h1 donna del nero | 3 |
| 2 | c8 re del nero · d8 torre del nero · g8 cavallo del nero · h8 torre del nero · a7 pedone del nero · d7 cavallo del nero · f7 pedone del nero · g7 pedone del nero · h7 pedone del nero · a6 alfiere del bianco · c6 pedone del nero · e6 pedone del nero · b4 pedone del bianco · d4 pedone del bianco · f4 alfiere del bianco · c3 cavallo del bianco · h3 pedone del bianco · b2 pedone del bianco · c2 pedone del bianco · d2 re del bianco · f2 pedone del bianco · g2 pedone del bianco · h1 donna del nero | c8 re del nero · d8 torre del nero · g8 cavallo del nero · h8 torre del nero · a7 pedone del nero · d7 cavallo del nero · f7 pedone del nero · g7 pedone del nero · h7 pedone del nero · a6 alfiere del bianco · c6 pedone del nero · e6 pedone del nero · b4 pedone del bianco · d4 pedone del bianco · f4 alfiere del bianco · c3 cavallo del bianco · h3 pedone del bianco · b2 pedone del bianco · c2 pedone del bianco · d2 re del bianco · f2 pedone del bianco · g2 pedone del bianco · h1 donna del nero | c8 re del nero · d8 torre del nero · g8 cavallo del nero · h8 torre del nero · a7 pedone del nero · d7 cavallo del nero · f7 pedone del nero · g7 pedone del nero · h7 pedone del nero · a6 alfiere del bianco · c6 pedone del nero · e6 pedone del nero · b4 pedone del bianco · d4 pedone del bianco · f4 alfiere del bianco · c3 cavallo del bianco · h3 pedone del bianco · b2 pedone del bianco · c2 pedone del bianco · d2 re del bianco · f2 pedone del bianco · g2 pedone del bianco · h1 donna del nero | c8 re del nero · d8 torre del nero · g8 cavallo del nero · h8 torre del nero · a7 pedone del nero · d7 cavallo del nero · f7 pedone del nero · g7 pedone del nero · h7 pedone del nero · a6 alfiere del bianco · c6 pedone del nero · e6 pedone del nero · b4 pedone del bianco · d4 pedone del bianco · f4 alfiere del bianco · c3 cavallo del bianco · h3 pedone del bianco · b2 pedone del bianco · c2 pedone del bianco · d2 re del bianco · f2 pedone del bianco · g2 pedone del bianco · h1 donna del nero | c8 re del nero · d8 torre del nero · g8 cavallo del nero · h8 torre del nero · a7 pedone del nero · d7 cavallo del nero · f7 pedone del nero · g7 pedone del nero · h7 pedone del nero · a6 alfiere del bianco · c6 pedone del nero · e6 pedone del nero · b4 pedone del bianco · d4 pedone del bianco · f4 alfiere del bianco · c3 cavallo del bianco · h3 pedone del bianco · b2 pedone del bianco · c2 pedone del bianco · d2 re del bianco · f2 pedone del bianco · g2 pedone del bianco · h1 donna del nero | c8 re del nero · d8 torre del nero · g8 cavallo del nero · h8 torre del nero · a7 pedone del nero · d7 cavallo del nero · f7 pedone del nero · g7 pedone del nero · h7 pedone del nero · a6 alfiere del bianco · c6 pedone del nero · e6 pedone del nero · b4 pedone del bianco · d4 pedone del bianco · f4 alfiere del bianco · c3 cavallo del bianco · h3 pedone del bianco · b2 pedone del bianco · c2 pedone del bianco · d2 re del bianco · f2 pedone del bianco · g2 pedone del bianco · h1 donna del nero | c8 re del nero · d8 torre del nero · g8 cavallo del nero · h8 torre del nero · a7 pedone del nero · d7 cavallo del nero · f7 pedone del nero · g7 pedone del nero · h7 pedone del nero · a6 alfiere del bianco · c6 pedone del nero · e6 pedone del nero · b4 pedone del bianco · d4 pedone del bianco · f4 alfiere del bianco · c3 cavallo del bianco · h3 pedone del bianco · b2 pedone del bianco · c2 pedone del bianco · d2 re del bianco · f2 pedone del bianco · g2 pedone del bianco · h1 donna del nero | c8 re del nero · d8 torre del nero · g8 cavallo del nero · h8 torre del nero · a7 pedone del nero · d7 cavallo del nero · f7 pedone del nero · g7 pedone del nero · h7 pedone del nero · a6 alfiere del bianco · c6 pedone del nero · e6 pedone del nero · b4 pedone del bianco · d4 pedone del bianco · f4 alfiere del bianco · c3 cavallo del bianco · h3 pedone del bianco · b2 pedone del bianco · c2 pedone del bianco · d2 re del bianco · f2 pedone del bianco · g2 pedone del bianco · h1 donna del nero | 2 |
| 1 | c8 re del nero · d8 torre del nero · g8 cavallo del nero · h8 torre del nero · a7 pedone del nero · d7 cavallo del nero · f7 pedone del nero · g7 pedone del nero · h7 pedone del nero · a6 alfiere del bianco · c6 pedone del nero · e6 pedone del nero · b4 pedone del bianco · d4 pedone del bianco · f4 alfiere del bianco · c3 cavallo del bianco · h3 pedone del bianco · b2 pedone del bianco · c2 pedone del bianco · d2 re del bianco · f2 pedone del bianco · g2 pedone del bianco · h1 donna del nero | c8 re del nero · d8 torre del nero · g8 cavallo del nero · h8 torre del nero · a7 pedone del nero · d7 cavallo del nero · f7 pedone del nero · g7 pedone del nero · h7 pedone del nero · a6 alfiere del bianco · c6 pedone del nero · e6 pedone del nero · b4 pedone del bianco · d4 pedone del bianco · f4 alfiere del bianco · c3 cavallo del bianco · h3 pedone del bianco · b2 pedone del bianco · c2 pedone del bianco · d2 re del bianco · f2 pedone del bianco · g2 pedone del bianco · h1 donna del nero | c8 re del nero · d8 torre del nero · g8 cavallo del nero · h8 torre del nero · a7 pedone del nero · d7 cavallo del nero · f7 pedone del nero · g7 pedone del nero · h7 pedone del nero · a6 alfiere del bianco · c6 pedone del nero · e6 pedone del nero · b4 pedone del bianco · d4 pedone del bianco · f4 alfiere del bianco · c3 cavallo del bianco · h3 pedone del bianco · b2 pedone del bianco · c2 pedone del bianco · d2 re del bianco · f2 pedone del bianco · g2 pedone del bianco · h1 donna del nero | c8 re del nero · d8 torre del nero · g8 cavallo del nero · h8 torre del nero · a7 pedone del nero · d7 cavallo del nero · f7 pedone del nero · g7 pedone del nero · h7 pedone del nero · a6 alfiere del bianco · c6 pedone del nero · e6 pedone del nero · b4 pedone del bianco · d4 pedone del bianco · f4 alfiere del bianco · c3 cavallo del bianco · h3 pedone del bianco · b2 pedone del bianco · c2 pedone del bianco · d2 re del bianco · f2 pedone del bianco · g2 pedone del bianco · h1 donna del nero | c8 re del nero · d8 torre del nero · g8 cavallo del nero · h8 torre del nero · a7 pedone del nero · d7 cavallo del nero · f7 pedone del nero · g7 pedone del nero · h7 pedone del nero · a6 alfiere del bianco · c6 pedone del nero · e6 pedone del nero · b4 pedone del bianco · d4 pedone del bianco · f4 alfiere del bianco · c3 cavallo del bianco · h3 pedone del bianco · b2 pedone del bianco · c2 pedone del bianco · d2 re del bianco · f2 pedone del bianco · g2 pedone del bianco · h1 donna del nero | c8 re del nero · d8 torre del nero · g8 cavallo del nero · h8 torre del nero · a7 pedone del nero · d7 cavallo del nero · f7 pedone del nero · g7 pedone del nero · h7 pedone del nero · a6 alfiere del bianco · c6 pedone del nero · e6 pedone del nero · b4 pedone del bianco · d4 pedone del bianco · f4 alfiere del bianco · c3 cavallo del bianco · h3 pedone del bianco · b2 pedone del bianco · c2 pedone del bianco · d2 re del bianco · f2 pedone del bianco · g2 pedone del bianco · h1 donna del nero | c8 re del nero · d8 torre del nero · g8 cavallo del nero · h8 torre del nero · a7 pedone del nero · d7 cavallo del nero · f7 pedone del nero · g7 pedone del nero · h7 pedone del nero · a6 alfiere del bianco · c6 pedone del nero · e6 pedone del nero · b4 pedone del bianco · d4 pedone del bianco · f4 alfiere del bianco · c3 cavallo del bianco · h3 pedone del bianco · b2 pedone del bianco · c2 pedone del bianco · d2 re del bianco · f2 pedone del bianco · g2 pedone del bianco · h1 donna del nero | c8 re del nero · d8 torre del nero · g8 cavallo del nero · h8 torre del nero · a7 pedone del nero · d7 cavallo del nero · f7 pedone del nero · g7 pedone del nero · h7 pedone del nero · a6 alfiere del bianco · c6 pedone del nero · e6 pedone del nero · b4 pedone del bianco · d4 pedone del bianco · f4 alfiere del bianco · c3 cavallo del bianco · h3 pedone del bianco · b2 pedone del bianco · c2 pedone del bianco · d2 re del bianco · f2 pedone del bianco · g2 pedone del bianco · h1 donna del nero | 1 |
|   | a | b | c | d | e | f | g | h |   |

Esteban Canal - N.N., Budapest 1934
1.e4 d5
Il Nero opta per la difesa scandinava.
2. exd5 Dxd5
3. Cc3 Da5
4. d4 c6
5. Cf3 Ag4
6. Af4 e6
7. h3 Axf3
8. Dxf3 Ab4
9. Ae2 Cd7
10. a3 O-O-O??
Grave errore del Nero: apparentemente non c'è nulla di pericoloso nell'arroccare lungo, ma il Bianco ha a disposizione una combinazione sorprendente.
11. axb4!!
Il Bianco cattura l'alfiere senza curarsi della torre in presa in a1.
11...Dxa1+
Il Nero prende la torre, ignaro del fatto che il Bianco ha in serbo un attacco micidiale.
12. Rd2!
Il Bianco concede anche la seconda torre. Dopo questo ulteriore errore del Nero, il matto in due mosse è inevitabile.
12...Dxh1 13. Dxc6+!
Dopo le torri, il Bianco sacrifica anche la donna.
13...bxc6 14. Aa6#
Al Nero non rimane altro che catturare la donna e subire il matto con l'alfiere.

## Accoglienza
Julius du Mont definì l'immortale peruviana "una partita affascinante", mentre Irving Chernev scrisse:
(Irving Chernev, Wonders and Curiosities of Chess)
Fred Reinfeld scrisse in proposito:
(Fred Reinfeld, Chess: Win in 20 Moves or Less)